# Memming (Hofstetten)
Memming ist ein Ortsteil der Gemeinde Hofstetten im oberbayerischen Landkreis Landsberg am Lech.

## Geografie
Der Weiler Memming liegt circa drei Kilometer südlich von Hofstetten in einer Moränenlandschaft direkt an der Straße von Landsberg nach Dießen.
Nordwestlich des Weilers befindet sich ein Toteiskessel des Isar-Loisach-Gletschers.

## Geschichte
Der Ortsname lässt auf eine Besiedelung aus der Zeit der alemannischen Landnahme schließen, vermutlich wurden von Memming ausgehend im 7. Jahrhundert auch die Ortschaften Obermühlhausen, Hagenheim und Hofstetten besiedelt.
Memming wird erstmals 912 als Mammingen erwähnt, der Ortsname stammt von dem Personennamen Mammo.
Der Weiler gehörte zum Mitteramt des Landgerichtes Landsberg, 1752 werden zwei Halbhöfe erwähnt. Beide gehörten jeweils dem Hl. Geist Spital in Landsberg.

## Bodendenkmäler
Siehe: Liste der Bodendenkmäler in Hofstetten (Oberbayern)